# دورچستر آن تمز
دورچستر آن تمز (به انگلیسی: Dorchester on Thames) یک روستا و محله مدنی در بریتانیا است که در آکسفوردشر واقع شده‌است. دورچستر آن تمز ۴٫۱۸ کیلومتر مربع مساحت و ۹۹۲ نفر جمعیت دارد.